# Wiceadmirał

Flaga rangowa wiceadmirała

Wiceadmirał (wadm., wiceadm.) – wojskowy stopień oficerski w polskiej Marynarce Wojennej, odpowiadający generałowi dywizji w Wojskach Lądowych i Siłach Powietrznych. Jego odpowiedniki znajdują się także w marynarkach wojennych innych państw.

## Geneza
Słowo „admirał” wywodzi się od arabskiego określenia Amir al-Bahr lub też Emir el-Bahr, oznaczającego pana morza – dowódcę morskiego. W XII wieku Wenecjanie i Genueńczycy zaczęli stosować tytuł admirała, jako dowodzącego flotą podczas bitwy. Następnie wprowadzono do użycia zróżnicowanie wśród admirałów, i tak: admirał dowodził flotą wojenną, wiceadmirał był zastępcą dowodzącego marynarką wojenną, a kontradmirał – starszym na redzie (najstarszym dowódcą spośród dowódców zakotwiczonych okrętów). W niektórych państwach używany był także tytuł admirała floty, oznaczający stałego dowódcę całej marynarki wojennej, który swe obowiązki sprawował także w czasie pokoju.
Dowództwa flot zaczęto nazywać admiralicjami, które w niektórych państwach przetrwały aż do współczesności i oznaczają ministerstwa (np. Admiralicja Brytyjska) lub dowództwa sił morskich (Admiralicja Federacji Rosyjskiej). Tytuły admiralskie przekształciły się w XIII-wiecznej Francji w stopnie wojskowe. W późniejszym czasie podobne transformacje nastąpiły w innych krajach.

## Użycie
W Polsce stopień wiceadmirała powstał w 1921, wraz z innymi stopniami Marynarki Wojennej. Wcześniej, od 1918 używano zapożyczonego z Wojsk Lądowych stopnia generała porucznika marynarki. W latach 1921–2002 znajdował się w hierarchii między kontradmirałem a admirałem. W 2002 pomiędzy wiceadmirałem a admirałem wprowadzono stopień admirała floty. Od momentu powstania wiceadmirał jest odpowiednikiem generała dywizji w Wojskach Lądowych i Siłach Powietrznych. 
Stopień wojskowy wiceadmirała jest zaszeregowany dla grup uposażenia nr 18-18B. W kodzie NATO określony jest jako OF-07.
Jego odpowiednikami w marynarkach wojennych innych państw są m.in.:
- Rear Admiral (Upper Half) – Stany Zjednoczone
- Rear-Admiral – Wielka Brytania
- Contraalmirante – Hiszpania
- Contra-almirante – Portugalia
- Konteramiral – Szwecja
- Vice-Amiral – Francja
- Ammiraglio di Divisione e Ammiraglio Ispettore – Włochy
- Schout-bij-nacht – Holandia
- Контр-адмірал – Ukraina
- Kontr-admirał – Rosja
- Konteradmiral – Niemcy
- Kaishō – Japonia.